# Комаровський міський округ
Комаро́вський міський округ (рос. Комаровский городской округ) — міський округ у складі Оренбурзької області Російської Федерації.
Адміністративний центр та єдиний населений пункт — селище Комаровський.

## Історія
У серпні 1964 року було утворено селище Ясний-2 Світлинського району як місце базування військової частини 68545, яка була сформована 1960 року у місті Владимир. У лютому 1965 року тут було сформовано управління 13-ої ракетної дивізії у складі Оренбурзького ракетного корпусу. 24 листопада 1972 року селище отримало статус селища міського типу закритого типу. 1979 року селище було перейменовано в Домбаровський-3, 4 січня 1994 року — в Комаровський. 2012 року селище втратило міський статус.

## Населення
Населення — 7149 осіб (2019; 8064 в 2010, 8344 у 2002).